# George Osborne, 8. Duke of Leeds

Wappen des Duke of Leeds

George Godolphin Osborne, 8. Duke of Leeds (* 16. Juli 1802 in Gogmagog Hills, Cambridgeshire, England; † 8. August 1872 ebenda) war ein britischer Aristokrat (Peer) während der Regentschaft von Georg III., Georg IV. und Wilhelm IV.

## Leben
George Osborne war der älteste Sohn von Francis Godolphin Osborne, 1. Baron Godolphin, (1777–1850) und Elizabeth Charlotte Eden (1780–1847), einer Tochter von William Eden, 1. Baron Auckland. Osborne hatte noch eine ältere Schwester, Charlotte († 1838), und drei jüngere Brüder, William (1804–1888), Sydney (1808–1889) und D’Arcy (1814–1846). Sein Onkel war George Osborne, 6. Duke of Leeds, und sein Großvater Francis Osborne, 5. Duke of Leeds.
1824 heiratete Osborne in der britischen Botschaft in Paris Lady Harriet Emma Arundel Stewart, die eine uneheliche Tochter des britischen Staatsmannes und Diplomaten Granville Leveson-Gower, 1. Earl Granville und Henrietta Frances Spencer und daher mütterlicherseits Halbschwester der Schriftstellerin Caroline Lamb war. Sie hatten insgesamt acht Kinder: George (1828–1895), Francis George (1830–1907), Susan Georgina (1830–1903), D’Arcy (1834–1895), William (1835–1888), Emma Charlotte (1837–1906), Charlotte (1838–1914) und Blanche (1842–1917).
Sein Vater Francis wurde 1832 als Baron Godolphin geadelt, so dass Osborne seinem Namen ein Hon. für The Honourable voranstellen durfte. Nach dem Tod seines Vaters 1850 erbte er dessen Titel. 1852 starb seine Frau Harriet. 1859 erbte er von seinem Cousin Francis D’Arcy-Osborne, 7. Duke of Leeds den Titel des Duke of Leeds, da dieser keine männlichen Nachkommen gehabt hatte. George Godolphin Osborne starb 1872 im Alter von 70 Jahren im Gogmagog Hills, Cambridgeshire. Sein ältester Sohn George Godolphin Osborne folgte ihm als 9. Duke of Leeds.